# かんらん岩
かんらん岩（かんらんがん、橄欖岩、英: peridotite） は火成岩（深成岩）の一種で、SiO2 成分に乏しい超塩基性岩に分類される。主にかんらん石からなり、そのほかに斜方輝石、単斜輝石などを含む。

## 成分・種類

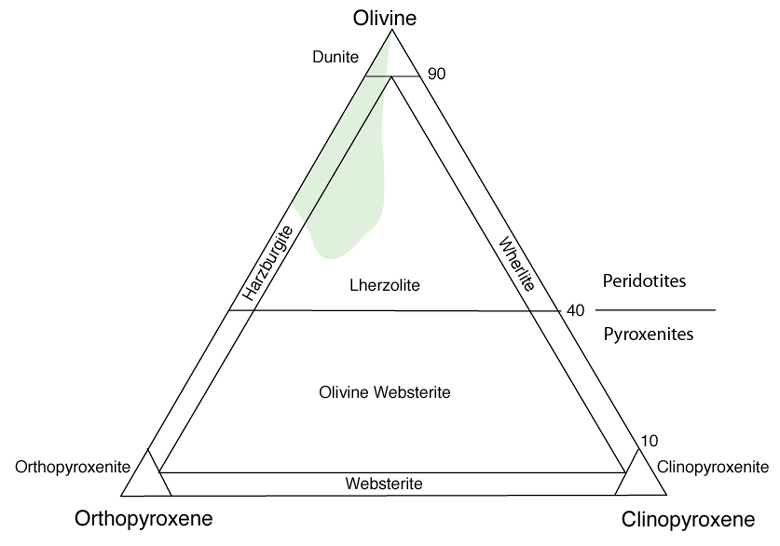
超苦鉄質岩（有色鉱物90 %以上）の分類

岩石に含まれる鉱物量比により、さらに4つの岩石に分類される。
ダンかんらん岩（dunite、ダナイト）
かんらん石が全体の90 %以上を占めるもの。
斜方輝石かんらん岩（harzburgite、ハルツバージャイト）
かんらん石を50 %以上含む岩石のうち、斜方輝石に富むもの。
単斜輝石かんらん岩（wehrlite、ウェールライト）
かんらん石を50 %以上含む岩石のうち、単斜輝石に富むもの。
複輝石かんらん岩（lherzolite、レールゾライト）
かんらん石を50 %以上含む岩石のうち、斜方輝石と単斜輝石の両方が伴われるもの。複輝石かんらん岩が部分溶融して玄武岩質マグマを生成すると考えられている。

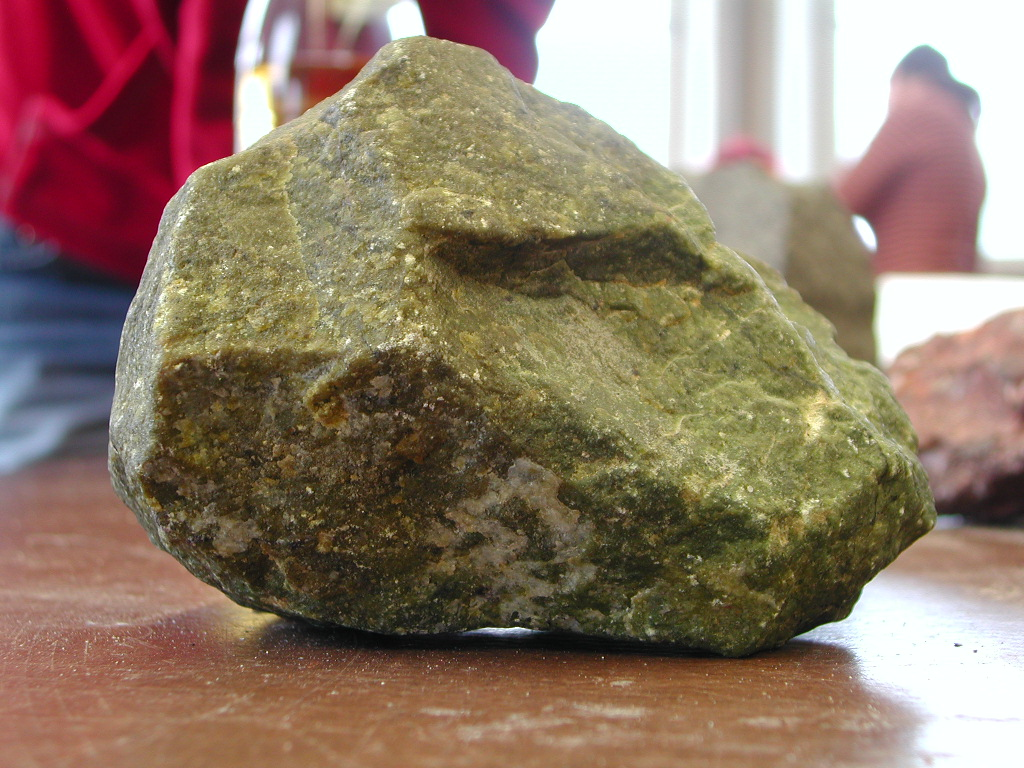
ダンかんらん岩（ダナイト）
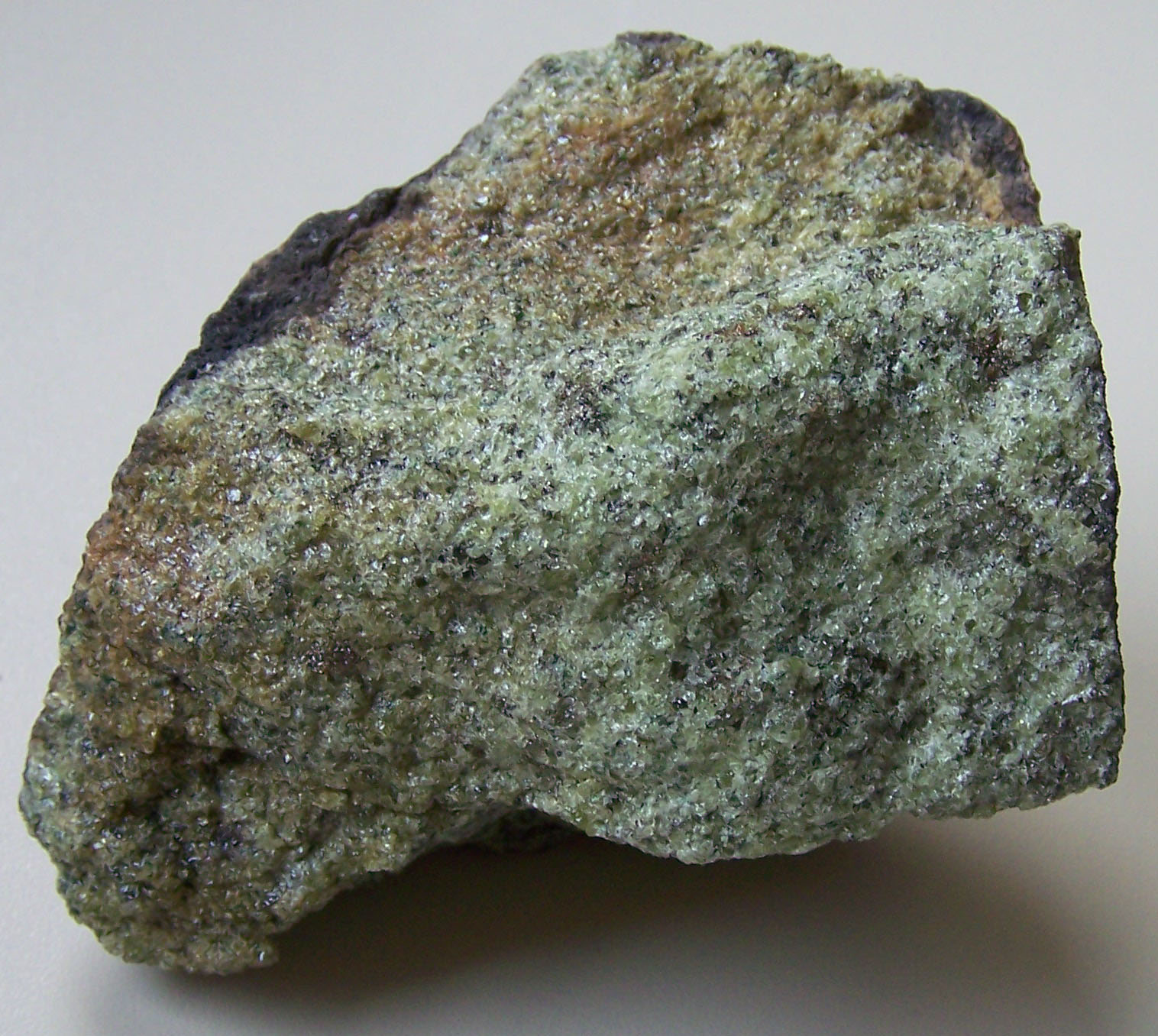
複輝石かんらん岩（レールゾライト）

## 産出地・ジオパーク
かんらん岩はマントル上部を構成する岩石の一つであり、そのほとんどが地下深くに存在する。
地表で見られるものには、地殻が捲れあがってマントル物質が地表に現れたものや、マグマ等が急激に上昇する際に、捕獲岩として運ばれてきたものがある。他の超塩基性岩類や塩基性岩などと共にオフィオライトの一部を構成することが多い。
低圧では斜長石かんらん岩、中圧ではスピネルかんらん岩、高圧では柘榴石かんらん岩となる。
ジオパーク
地球科学的に特徴的な地形はジオパークと呼ばれ保全や教育などに活用される。北海道・日高山脈のアポイ岳は、世界的にもまれなかんらん岩を露出させた山であることから2015年にユネスコ世界ジオパークに認定された。

## 性質・特徴
かんらん岩は変成作用を受けやすく、地表で見られる場合には、二酸化炭素と反応して蛇紋岩に変化している場合がほとんどである。また高圧がかかりやすいプレート境界部となる地中においても、熱水などと反応し蛇紋岩となる。蛇紋岩は脆い滑石を含むため地震の発生機構との関係が示唆される。